# Tafoughalt
Tafoughalt (en árabe تافوغالت  bereber  ⵜⴰⴼⵓⵖⴰⵍⵜ) es una comuna rural de la provincia de Berkane de la región Oriental. Según el censo de 2014 tenía una población total de 2735 personas.